# Seznam bank v Sloveniji
Seznam bank in hranilnic v Sloveniji prikazuje vse banke in hranilnice v Sloveniji, ki imajo po Zakonu o bančništvu dovoljenje Banke Slovenije za opravljanje bančnih, vzajemno priznanih in dodatnih finančnih storitev.

### Banke
- Addiko Bank
- Banka Intesa Sanpaolo
- Banka Sparkasse
- Deželna banka Slovenije
- Gorenjska banka
- Nova Ljubljanska banka
- SID - Slovenska izvozna in razvojna banka
- UniCredit banka Slovenija
- OTP (združitev NKBM in SKB)

### Hranilnice
- Delavska hranilnica
- Primorska hranilnica Vipava
- Hranilnica LON

## Nekdanje banke in hranilnice

### Banke
- Abanka (prevzela NKBM leta 2020)
- Banka Celje (združitev z Abanko leta 2015)
- Banka Noricum (pripojitev k Banki Celje leta 1997)
- Banka Societe Generale Ljubljana (pripojitev SKB leta 2001)
- Banka Vipa (združitev z Abanko leta 2002)
- Dolenjska banka (priključitev NLB)
- Factor banka (likvidacija leta 2016 in pripojitev DUTB)
- Hipotekarna banka Brežice (stečaj leta 2000)
- KD Banka (prevzela Factor banka leta 2012)
- Kranjska deželna banka
- Kreditna banka Nova Gorica (pripojitev k NKBM leta 1994)
- Komercialna banka Triglav (stečaj leta 2000)
- Poštna banka Slovenije (prevzela NKBM leta 2016)
- Probanka (likvidacija leta 2016 in pripojitev DUTB)
- Raiffeisen (Krekova) banka (po odhodu s slovenskega trga leta 2015 je njena slovenska podružnica, ki je nastala leta 2002 iz Krekove banke, postala del NKBM)
- Slovenska investicijska banka (likvidacija leta 2003 in prevzem poslov s strani NLB)
- Sberbank banka (v 2022 prevzela NLB)
- UBK Banka (priključitev k SKB leta 1997)
- Volksbank - Ljudska banka (Sberbank je leta 2012 kupila skupino Volksbank International (VBI))

### Hranilnice
- Alea d.d. Hranilnica Ajdovščina (prenehanje hranilnice po skrajšanem postopku)
- Hranilnica Hipo (Pripojitev k Ljubljanski banki – Banki Domžale)
- Hranilnica Hmezad Agrina (pripojitev Komercialni banki Triglav)
- Hranilnica Magro (pripojitev Hranilnici Lon)
- Hranilnica in posojilnica Fiba (pripojitev Abanki)
- Hranilnica in posojilnica KGP Kočevske pripojitev današnji DBS)
- Hranilnica in posojilnica Novo mesto (likvidacija)
- Hranilnica in posojilnica Tilia d.o.o. Novo mesto (prenehanje poslovanja)
- Hranilnica in posojilnica Val (pripojitev Komercialni banki Triglav)
- Istrska hranilnica in posojilnica (ni podatka)
- LLT Hranilnica in posojilnica (prenehanje, pripojitev NKBM leta 2002)
- Mariborska hranilnica in posojilnica (priključitev Delavski hranilnici)
- Mestna hranilnica d.o.o., Krško (stečaj)
- Murskosoboška hranilnica
- Poteza-Hranilnica (likvidacija in prenos poslov na Poštno banko Slovenije)
- Slovenska hranilnica in posojilnica Kranj (stečaj leta 2002)